# Bárcabo
Bárcabo est une municipalité de la comarque de Sobrarbe, dans la province de Huesca, dans la communauté autonome d'Aragon en Espagne.

## Géographie
Le village se situe à 713 m d'altitude et est bordé par le barranco, affluent du rio Vero.
Une partie de la municipalité se trouve sur le territoire du Parc naturel de la Sierra et des gorges de Guara.

## Histoire
Des traces d'habitats préhistoriques y ont été découvertes, ainsi que des peintures grotesques.
Les invasions sarrasines et carolingiennes ont aussi marqué l'histoire de Bárcabo.

## Politique et administration
| Période                                  | Période | Identité             | Étiquette                  | Qualité |
| ---------------------------------------- | ------- | -------------------- | -------------------------- | ------- |
| 2011                                     | 2015    | Carmen Lalueza Giral | Parti socialiste aragonais |         |
| Les données manquantes sont à compléter. |         |                      |                            |         |

## Démographie
D'une surface de 87,92 km2, Bárcabo compte 129 habitants en 2010 pour une densité de 1,47 habitants/km2.

## Lieux et monuments
- Dolmen de la Caseta de las Balanzas
- L'église romane Sainte-Cécile ;
- Les ruines du château fort ;
- Un pont romain sur le rio Vero.

## Fêtes religieuses
- 17 janvier : fête de saint Antoine ;
- 27 mars : fête de Notre-Dame de la Sierra ;
- Lundi de la Pentecôte (juin) : fête de sainte Marie de la Nuez ;
- 15 août : fête de l'Assomption de Marie ;
- 22 novembre : fête de sainte Cécile.